# Exotischer Garten von Monaco

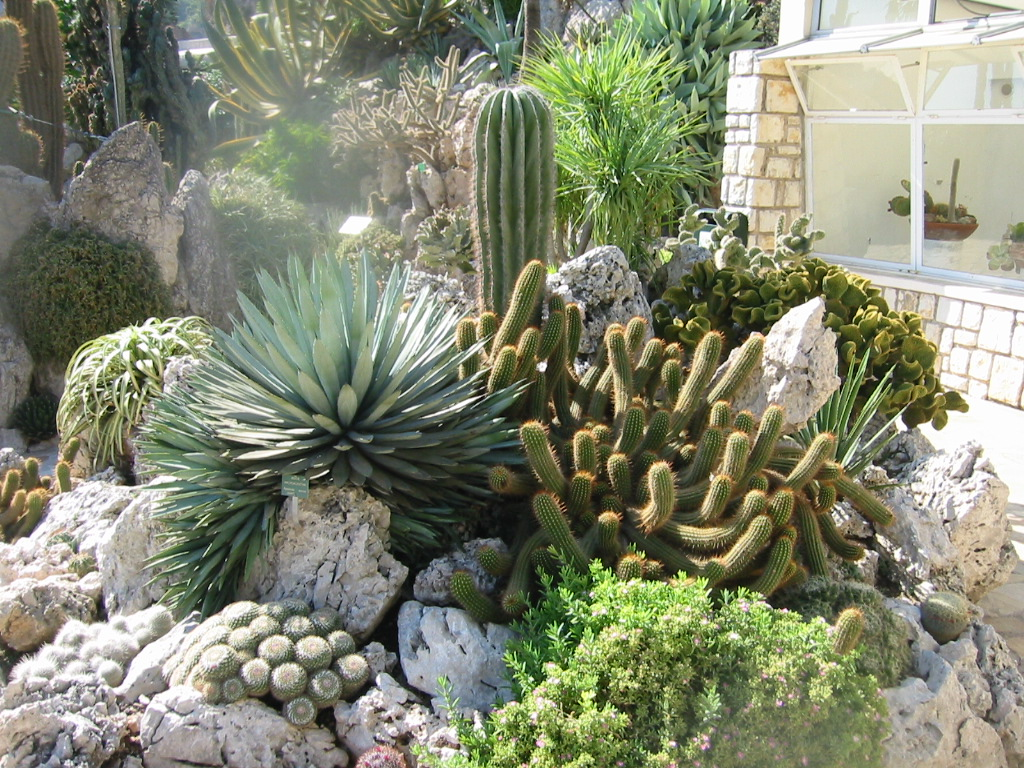
Kakteen im Jardin Exotique

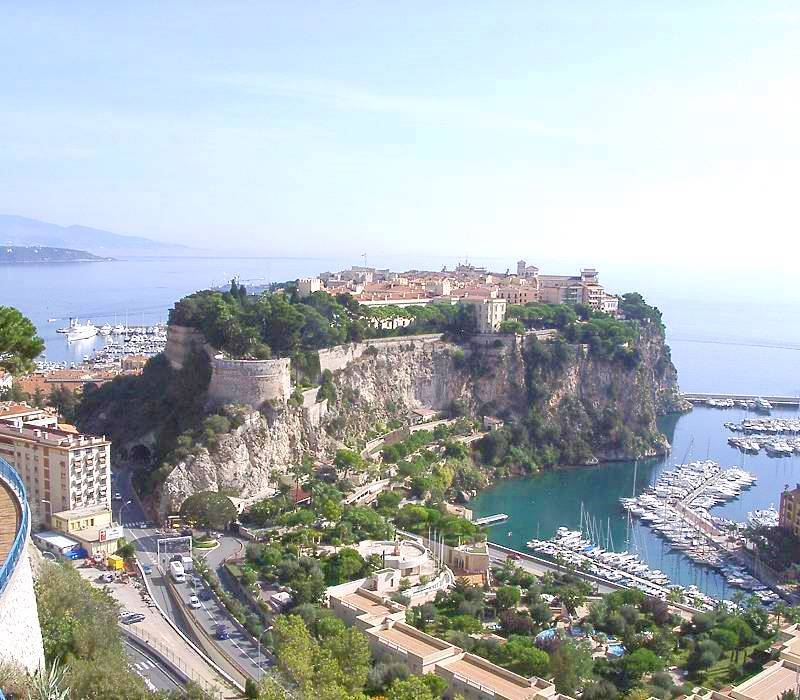
Aussicht vom Garten

Der Exotische Garten von Monaco (französisch Jardin Exotique de Monaco) ist ein im Jahr 1933 eröffneter botanischer Garten im Fürstentum Monaco. Er befindet sich im Stadtbezirk Jardin Exotique.
Hier wachsen Pflanzen aus Südeuropa, Süd- und Mittelamerika, Afrika und dem Nahen Osten.